# 京极高晴
京极高晴（京极高晴，きょうごく たかはる，1938年1月18日—2024年5月6日）是丰冈京极家族第15代当家，靖国神社第10代官司。

## 生涯
1938年（昭和13年）出生于东京涩谷区。 1943年到兵库县丰冈市。1957年毕业于兵库县立丰冈高中，1961年毕业于东京大学法学院  。曾担任NYK Line总经理，还曾担任冰川丸横滨海洋塔社长、关东曳船社长。
2009年6月15日至2013年1月18日担任靖国神社官司。继前任南部利明之后，他成为了无任何神道教僧侣经验的一位官司。
他还担任日本会议的代表委员职务 。
2024年5月6日因硬膜下血肿去世 ，享年86歳。

## 人物
- 高晴的父亲京极杞阳是一位俳句诗人，笔名杞阳，而高晴本人也喜欢俳句。
- 与亲王妃百合子的妹夫，京极高晴（于2024年去世的京极桃子的丈夫，1923年-2002年，原丸龟藩京极家京极高修长子）同名同姓但并非一人。

## 脚注
1. ↑  .   [2024-05-20]. （原始内容存档于2016-10-03）.
2. ↑  . 日本会議.   [2024-1-10]. （原始内容存档于2010-8-27）.
3. ↑  . 朝日新聞デジタル. 2024-5-8  [2024-5-8]. （原始内容存档于2024-05-08）.